# Matthé Pronk
Matthé Pronk (Warmenhuizen, 1 juli 1974) is een Nederlands voormalig wielrenner. Hij werd in 1999 prof bij de Rabobank en reed tot en met 2002 voor die ploeg. Daarna werd z'n contract niet verlengd en kwam hij bij de Bankgiroloterij-ploeg terecht. Toen die ploeg eind 2004 werd opgeheven, vond Pronk onderdak bij MrBookmaker.com. Pronk komt uit een wielerfamilie. Matthé is een broer van Jos Pronk en Leander Pronk. Jos rijdt voor het Ruiter Dakkapellen Wielerteam. Hun vader, Mattheus Pronk, was een zeer goed baanwielrenner. Bas Giling is een neef van Matthé.

## Palmares
1996
- Nederlands kampioen scratch (baan)

1997
- Ster van Brabant
- 1e etappe Ronde van het Waalse Gewest

1998
- Olympia's Tour
- Ronde van Limburg

2002
- GP Stad Zottegem

2003
- Druivenkoers Overijse
- Nokere Koerse
- Nederlands kampioen derny (baan)
- Nederlands kampioen puntenkoers (baan)
- Nederlands kampioen ploegkoers, met Jos Pronk (baan)

2004
- Noord-Nederland Tour
- Werelduurrecord achter derny's

2007
- Europees kampioen achter derny's

2008
- Europees kampioen achter derny's

2009
- Strijdlustigste renner 6e etappe Ronde van Spanje

2012
- Nederlands kampioen stayeren (baan)

## Resultaten in voornaamste wedstrijden
| Jaar | Ronde van Italië | Ronde van Frankrijk | Ronde van Spanje |
| ---- | ---------------- | ------------------- | ---------------- |
| 2000 | 110e             |                     |                  |
| 2001 |                  |                     | 56e              |
| 2002 |                  |                     |                  |
| 2003 |                  |                     |                  |
| 2004 |                  |                     |                  |
| 2005 |                  |                     |                  |
| 2006 |                  |                     |                  |
| 2007 |                  |                     |                  |
| 2008 |                  |                     |                  |
| 2009 |                  |                     | 124e             |
| 2010 |                  |                     |                  |

| Jaar | Gent-Wevelgem | Ronde van Vlaanderen | Parijs-Roubaix | Amstel Gold Race | Luik-Bast.‑Luik | Omloop Het Volk | Waalse Pijl | Kuurne-Brussel-Kuurne |  | WK op de weg |
| ---- | ------------- | -------------------- | -------------- | ---------------- | --------------- | --------------- | ----------- | --------------------- |  | ------------ |
| 2000 | 45e           | 76e                  | 61e            |                  |                 |                 |             |                       |  | 105e         |
| 2001 | 67e           | 57e                  | 28e            |                  |                 | ↑               |             |                       |  | 94e          |
| 2002 |               | 68e                  | 28e            |                  |                 | 37e             |             |                       |  |              |
| 2003 | 45e           | 45e                  |                | 69e              |                 | 44e             |             |                       |  | opgave       |
| 2004 |               |                      |                | opgave           |                 |                 |             |                       |  |              |
| 2005 | 74e           | 95e                  | 43e            | 118e             | opgave          | 20e             |             |                       |  |              |
| 2006 | 96e           | opgave               | 109e           | opgave           | opgave          |                 | 145e        | 5e                    |  |              |
| 2007 |               | 115e                 |                | opgave           |                 |                 |             |                       |  |              |
| 2008 | 115e          | opgave               | 44e            |                  |                 |                 |             |                       |  |              |
| 2009 | opgave        |                      |                |                  |                 |                 |             |                       |  |              |
| 2010 | 43e           |                      |                |                  |                 |                 |             |                       |  |              |